# Marumba parallelis
Marumba parallelis är en fjärilsart som beskrevs av Moore 1857. Marumba parallelis ingår i släktet Marumba och familjen svärmare. Inga underarter finns listade i Catalogue of Life.